# Amomam
Amomam je stará jednotka objemu používaná na Cejlonu. Její hodnota činila přibližně 204 l.